# Islas Ushishir
Las islas Ushishir (en ruso, Ушишир, y en japonés, Ushishiru) es una isla rusa en el archipiélago de las Kuriles. Tiene una superficie de aproximadamente 5 km². Pertenece al grupo de las Kuriles centrales.

## Geografía
Las islas Ushishir se encuentran entre las coordenadas geográficas siguientes:
- latitud: 47°30' y 47°33' N,
- longitud: 152°47' y 152°51' E,
- máxima altitud: 401 m s. n. m. (en la isla Yankicha).

Al norte se encuentra la isla Rasshua y al suroeste la isla Ketoy, separada por el estrecho de Rikord. 
Administrativamente es controlada por el óblast de Sajalín.
- Datos: Q742414
- Multimedia: Ushishir / Q742414